# Janette Lake (Minnesota)
Janette Lake es un territorio no organizado ubicado en el condado de St. Louis en el estado estadounidense de Minnesota. En el Censo de 2010 tenía una población de 295 habitantes y una densidad poblacional de 3,15 personas por km².

## Geografía
Janette Lake se encuentra ubicado en las coordenadas 47°13′5″N 92°59′19″O / 47.21806, -92.98861. Según la Oficina del Censo de los Estados Unidos, Janette Lake tiene una superficie total de 93.65 km², de la cual 89.9 km² corresponden a tierra firme y (4%) 3.75 km² es agua.

## Demografía
Según el censo de 2010, había 295 personas residiendo en Janette Lake. La densidad de población era de 3,15 hab./km². De los 295 habitantes, Janette Lake estaba compuesto por el 99.32% blancos, el 0% eran afroamericanos, el 0.34% eran amerindios, el 0% eran asiáticos, el 0% eran isleños del Pacífico, el 0% eran de otras razas y el 0.34% pertenecían a dos o más razas. Del total de la población el 1.36% eran hispanos o latinos de cualquier raza.